# Chili op de Olympische Winterspelen 1948
Tijdens de Olympische Winterspelen van 1948, die in Sankt Moritz (Zwitserland) werden gehouden, nam Chili voor de eerste keer deel.

## Deelnemers en resultaten

### Alpineskiën
| Olympiër          | Discipline     | Resultaat | Prestatie                                                                        |
| ----------------- | -------------- | --------- | -------------------------------------------------------------------------------- |
| Gonzalo Domínguez | afdaling (m)   | 83e       | 4.08,3 (+1.13,3)                                                                 |
| Gonzalo Domínguez | combinatie (m) | dnf       | opgave afdaling: 4.08,3 slalom: opgave                                           |
| Jaime Errazuriz   | afdaling (m)   | 78e       | 3.56,4 (+1.01,4)                                                                 |
| Jaime Errazuriz   | slalom (m)     | dnf       | opgave                                                                           |
| Jaime Errazuriz   | combinatie (m) | 52e       | 60,91 punten (+57,64) afdaling: 34,09 p (3.56,4) slalom: 26,82 p (1.41,1+1.34,6) |
| Arturo Hammersley | afdaling (m)   | 74e       | 3.54,1 (+59,1)                                                                   |
| Arturo Hammersley | slalom (m)     | 54e       | 3.16,1 (+1.05,8) 1.49,2+1.26,9                                                   |
| Arturo Hammersley | combinatie (m) | 57e       | 69,32 punten (+66,05) afdaling: 32,67 p (3.54,1) slalom: 36,65 p (2.02,5+1.35,5) |
| Hernán Oelkers    | afdaling (m)   | 59e       | 3.40,2 (+45,2)                                                                   |
| Hernán Oelkers    | slalom (m)     | 52e       | 3.09,0 (+58,7) 1.44,2+1.24,8                                                     |
| Hernán Oelkers    | combinatie (m) | 38e       | 42,83 punten (+39,56) afdaling: 25,05 p (3.40,2) slalom: 17,78 p (1.33,6+1.21,6) |

Argentinië · België · Bulgarije · Canada · Chili · Denemarken · Finland · Frankrijk · Griekenland · Groot-Brittannië · Hongarije · IJsland · Italië · Joegoslavië · Libanon · Liechtenstein · Nederland · Noorwegen · Oostenrijk · Polen · Roemenië · Spanje · Tsjecho-Slowakije · Turkije · Verenigde Staten · Zuid-Korea · Zweden · Zwitserland